# کریستوفر کاوولی
کریستوفر کاوولی (انگلیسی: Christopher G. Cavoli؛ زادهٔ ۱۹۶۴) ژنرال بازنشسته نیروی زمینی ایالات متحده آمریکا است، که در فاصله سال‌های ۲۰۲۲ تا ۲۰۲۵ به‌عنوان رئیس ستاد فرماندهی اروپایی ایالات متحده آمریکا فعالیت می‌کرد و فرمانده عالی متفقین اروپا بود. 
کاوولی فعالیت نظامی را از سال ۱۹۸۷ در نیروی زمینی آمریکا آغاز کرد، از ۲۰۱۴ تا ۲۰۱۶ فرمانده آموزش مشترک چندملیتی ارتش هفتم بود، از ۲۰۱۶ تا ۲۰۱۸ به‌عنوان فرمانده لشکر ۲۵ پیاده فعالیت می‌کرد و در فاصله سال‌های ۲۰۱۸ تا ۲۰۲۲ فرماندهی نیروی زمینی اروپا و آفریقای ایالات متحده آمریکا را برعهده داشت.